# Шахтёр (футбольный клуб, Прокопьевск)
«Шахтёр» — российский футбольный клуб из города Прокопьевска, Кемеровской области. Основан в 1946 году.

## История

### 1946
Футболисты из Прокопьевска впервые приняли участие в чемпионате СССР в 1946 году под названием «Угольщик». Но отыграв всего сезон во всесоюзном чемпионате в дальнейшем прокопчане на долгое время довольствуются лишь участием на первенство области.

### 1962—1974
В 1962 году команда из Прокопьевска под новым названием «Шахтёр» заявляется для участия в чемпионате СССР по футболу во 2 зону класса «Б». В конце 60-х годов «Шахтёр» являлся уже одним из лидеров сибирско-дальневосточной зоны. В городе царил настоящий футбольный бум. Городской стадион (вмещавший тогда 12500 человек) был всегда заполнен до отказа. А такие футболисты как Черномырдин, Фокин, Чернов,Прокудин были настоящей гордостью города.
Особенно удачно для горняков сложился сезон 1968 года, «Шахтёр» сначала выиграл зональный турнир, а затем и полуфинал среди лучших команд класса «Б» и только в финале выступил неудачно. Но и 6-е место, занятое среди 165-и коллективов явилось большим успехом.
В 1974 году после третьего подряд не слишком удачного сезона во второй лиге, «Шахтёр» выбыл из первенства СССР. Долгих 20 лет понадобилось для того чтобы возродить команду мастеров в третьем городе Кузбасса, до этого Прокопьевск обходился соревнованиями на первенство области.

### 1994—1996
Но в 1994 году руководство города и завод «Электромашина» заявило команду «Мотор» для участия во всероссийских соревнованиях. Прокопчане, в состав которых в большинстве своём входили местные воспитанники, показывали добротный футбол и являлись середняками второй лиги. Но финансовые трудности не позволили команде продолжить участие в турнире, и с 1997 года клуб, возвратив себе название «Шахтёр», выступал в первенстве КФК.

### с 2001
Благодаря успешному выступлению на протяжении нескольких лет в третьем дивизионе, «Шахтер» в 2001 году получил лицензию на право выступать во втором дивизионе в зоне «Восток». «Шахтер» принял участие в семи сезонах в период с 2001 по 2007 год. Последним сезоном в профессиональном статусе для клуба является 2007 год, где «Шахтер» финишировал на 11 месте. По окончании сезона футбольный клуб по решению городских властей был расформирован. С 2008 по 2010 год «Шахтёр» выступал в чемпионате Кузбасса. С сезона 2011 года было принято решение о начале выступлений футбольного клуба в 3 дивизионе чемпионата России в дивизионе «Сибирь», где на протяжении нескольких лет «Шахтер» регулярно был одним из лидеров сибирского футбола.

## Стадион

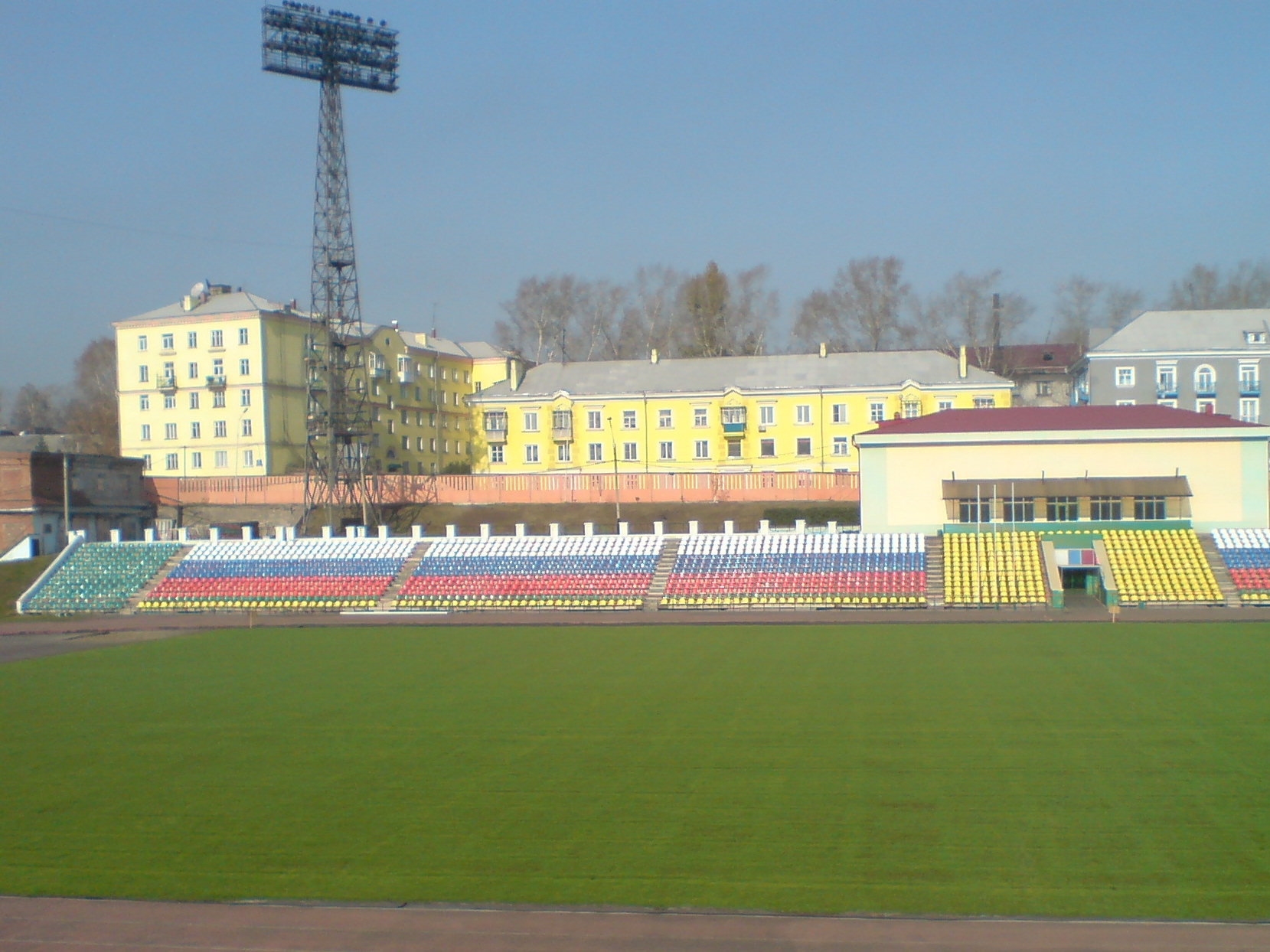

Стадион Шахтер домашняя арена футбольного клуба Шахтер Прокопьевск, находится в муниципальной собственности.
Одно из старейших и культовых спортивных сооружений Кузбасса, построен в 1935 году.
В год своего открытия стадион вмещал 12500 зрителей и являлся одним из крупнейших стадионов Сибири.
По состоянию на 01.01.2021 года, после нескольких реконструкций, на стадионе установлено 3200 пластиковых кресел.

## Статистика выступлений в чемпионатах страны

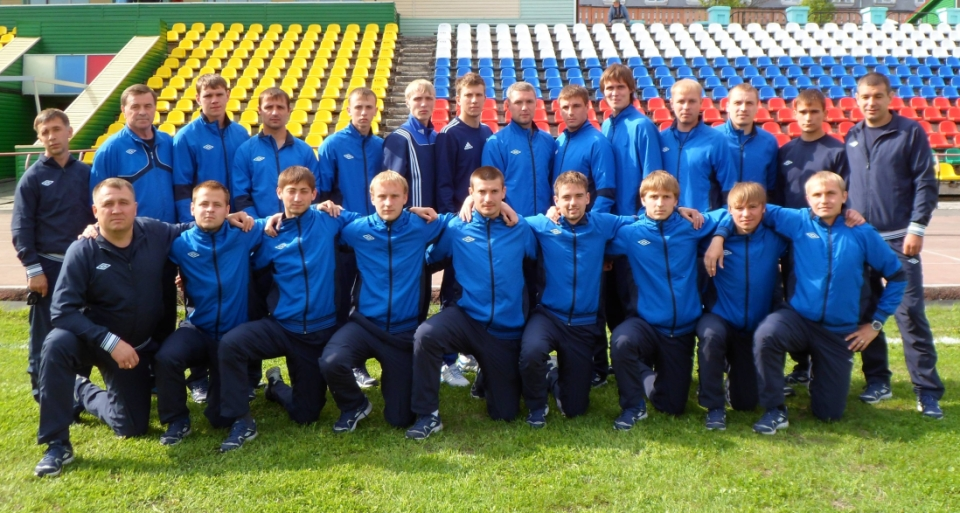
Сезон 2012

| Сезон   | Лига                                         | Место    | Игры | Выиг. | Нич. | Пор. | Мячи  | Очки  |
| ------- | -------------------------------------------- | -------- | ---- | ----- | ---- | ---- | ----- | ----- |
| 1946    | 3 группа СССР, РСФСР, Сибирская зона         | 7 из 8   |      |       |      |      |       |       |
| 1962    | Класс «Б» СССР, РСФСР, 5 зона                | 10 из 15 | 28   | 10    | 6    | 12   | 29-43 | 26    |
| 1963    | Класс «Б» СССР, РСФСР, 5 зона                | 13 из 15 | 28   | 8     | 3    | 17   | 31-53 | 19    |
| 1964    | Класс «Б» СССР, РСФСР, 6 зона                | 17 из 18 | 34   | 9     | 9    | 16   | 34-54 | 27    |
| 1965    | Класс «Б» СССР, РСФСР, 6 зона                | 15 из 19 | 36   | 12    | 5    | 19   | 36-55 | 29    |
| 1966    | Класс «Б» СССР, РСФСР, 6 зона                | 5 из 16  | 30   | 14    | 10   | 6    | 26-14 | 38    |
| 1967    | Класс «Б» СССР, РСФСР, 6 зона                | 9 из 18  | 34   | 13    | 10   | 11   | 38-31 | 36    |
| 1968    | Класс «Б» СССР, РСФСР, 6 зона                | 1 из 17  | 32   | 20    | 9    | 3    | 43-16 | 49    |
| 1968    | Класс «Б» СССР, РСФСР, Полуфинал Прокопьевск | 1 из 4   | 3    | 2     | 1    | 0    | 2-0   | 5     |
| 1968    | Класс «Б» СССР, РСФСР, Финал Пятигорск       | 6 из 6   | 5    | 1     | 1    | 3    | 5-11  | 3     |
| 1969    | Класс «Б» СССР, РСФСР, 6 зона                | 5 из 20  | 38   | 17    | 13   | 8    | 46-30 | 47    |
| 1970    | Класс «Б» СССР, РСФСР, 4 зона                | 15 из 17 | 32   | 8     | 9    | 15   | 15-30 | 25    |
| 1972    | Вторая лига СССР,6 зона                      | 15 из 19 | 36   | 9     | 9    | 18   | 31-42 | 36    |
| 1973    | Вторая лига СССР,7 зона                      | 15 из 16 | 30   | 4     | 12   | 14   | 18-44 | 13    |
| 1974    | Вторая лига СССР,5 зона                      | 16 из 18 | 34   | 6     | 9    | 19   | 23-56 | 21    |
| 1991    | КФК СССР, Сибирь                             | 5 из 10  | 18   | 6     | 8    | 4    | 28-21 | 20    |
| 1992    | КФК России, Сибирь                           | 1 из 6   | 10   | 6     | 2    | 2    | 22-12 | 14    |
| 1992    | КФК России, Финал                            | 6 из 8   | 6    | 2     | 2    | 2    | 12-14 | 6     |
| 1993    | КФК России, Сибирь                           | 2 из 8   | 14   | 10    | 1    | 3    | 35-13 | 35    |
| 1994    | Вторая лига России, Сибирь                   | 9 из 12  | 22   | 7     | 5    | 10   | 16-33 | 19    |
| 1995    | Вторая лига России,Восток                    | 10 из 18 | 34   | 14    | 9    | 11   | 34-40 | 51    |
| 1996    | Вторая лига России,Восток                    | 14 из 16 | 30   | 4     | 8    | 18   | 24-51 | 20    |
| 1997    | КФК России, Сибирь                           | 3 из 8   | 14   | 8     | 2    | 4    | 28-14 | 26    |
| 1998    | КФК России, Сибирь                           | 2 из 7   | 12   | 7     | 3    | 2    | 24-8  | 24    |
| 1999    | КФК России, Сибирь                           | 4 из 7   | 12   | 6     | 3    | 3    | 26-15 | 21    |
| 2000    | КФК России, Сибирь                           | 2 из 8   | 16   | 11    | 2    | 3    | 34-15 | 35    |
| 2000    | КФК России, Финал, Группа Б                  | 3 из 5   | 4    | 2     | 1    | 1    | 6-3   | 7     |
| 2001    | Второй дивизион, Восток                      | 15 из 15 | 28   | 1     | 3    | 24   | 14-63 | 6     |
| 2002    | Второй дивизион, Восток                      | 12 из 16 | 30   | 8     | 2    | 20   | 38-62 | 26    |
| 2003    | Второй дивизион, Восток                      | 12 из 13 | 24   | 3     | 4    | 17   | 24-57 | 13    |
| 2004    | Второй дивизион, Восток                      | 10 из 10 | 27   | 0     | 3    | 24   | 11-75 | 3(-6) |
| 2005    | Второй дивизион, Восток                      | 11 из 11 | 30   | 5     | 3    | 22   | 31-72 | 18    |
| 2006    | Второй дивизион, Восток                      | 12 из 13 | 36   | 5     | 5    | 26   | 19-73 | 20    |
| 2007    | Второй дивизион, Восток                      | 11 из 11 | 30   | 6     | 2    | 22   | 23-66 | 20    |
| 2011/12 | Третий дивизион, Сибирь                      | 4 из 12  | 33   | 22    | 4    | 7    | 78-29 | 70    |
| 2012/13 | Третий дивизион, Сибирь                      | 2 из 11  | 20   | 16    | 1    | 3    | 57-13 | 49    |
| 2013    | Третий дивизион, Сибирь                      | 3 из 12  | 11   | 8     | 1    | 2    | 30-9  | 25    |
| 2014    | Третий дивизион, Сибирь                      | 2 из 12  | 22   | 15    | 5    | 2    | 51-16 | 50    |

## Достижения
- 1 место Класс «Б» СССР, РСФСР, 6 зона 1968
- 1 место КФК России, Сибирь 1992
- 2 место КФК России, Сибирь 1993, 1998, 2000, 2012/2013, 2014
- 3 место КФК России, Сибирь 1997, 2013, 2015, 2016
- Обладатель Кубка Сибири 1993, 1999

## Названия
- 1946 — «Угольщик»
- 1947—1993 — «Шахтёр»
- 1994—1996 — «Мотор»
- 1997 — «Шахтёр»
- 1998—1999 — «Шахтёр-ПДЗ»
- 2000-н.в. — «Шахтёр»